# St. Loreto (Schwäbisch Gmünd)

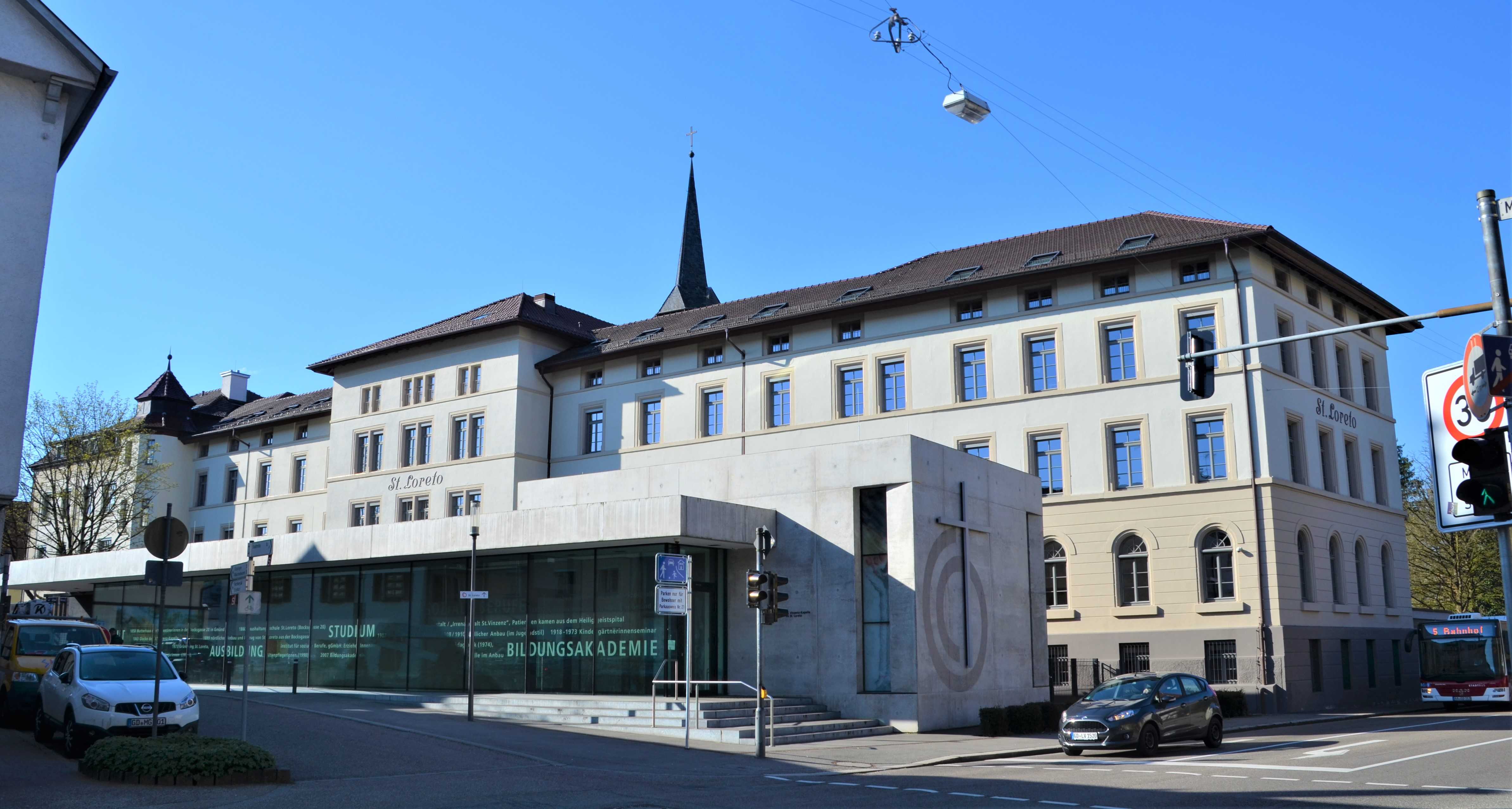
St. Loreto in Schwäbisch Gmünd, Ansicht von der Klösterlestraße

St. Loreto ist eine ausgedehnte Schulanlage in Schwäbisch Gmünd. Sie liegt im Wildeck, ungefähr an der Stelle des nach seiner Säkularisation 1810 abgebrochenen Kapuzinerklosters St. Ulrich, südlich des Heilig-Kreuz-Münsters und des Klösterles.

## Geschichte

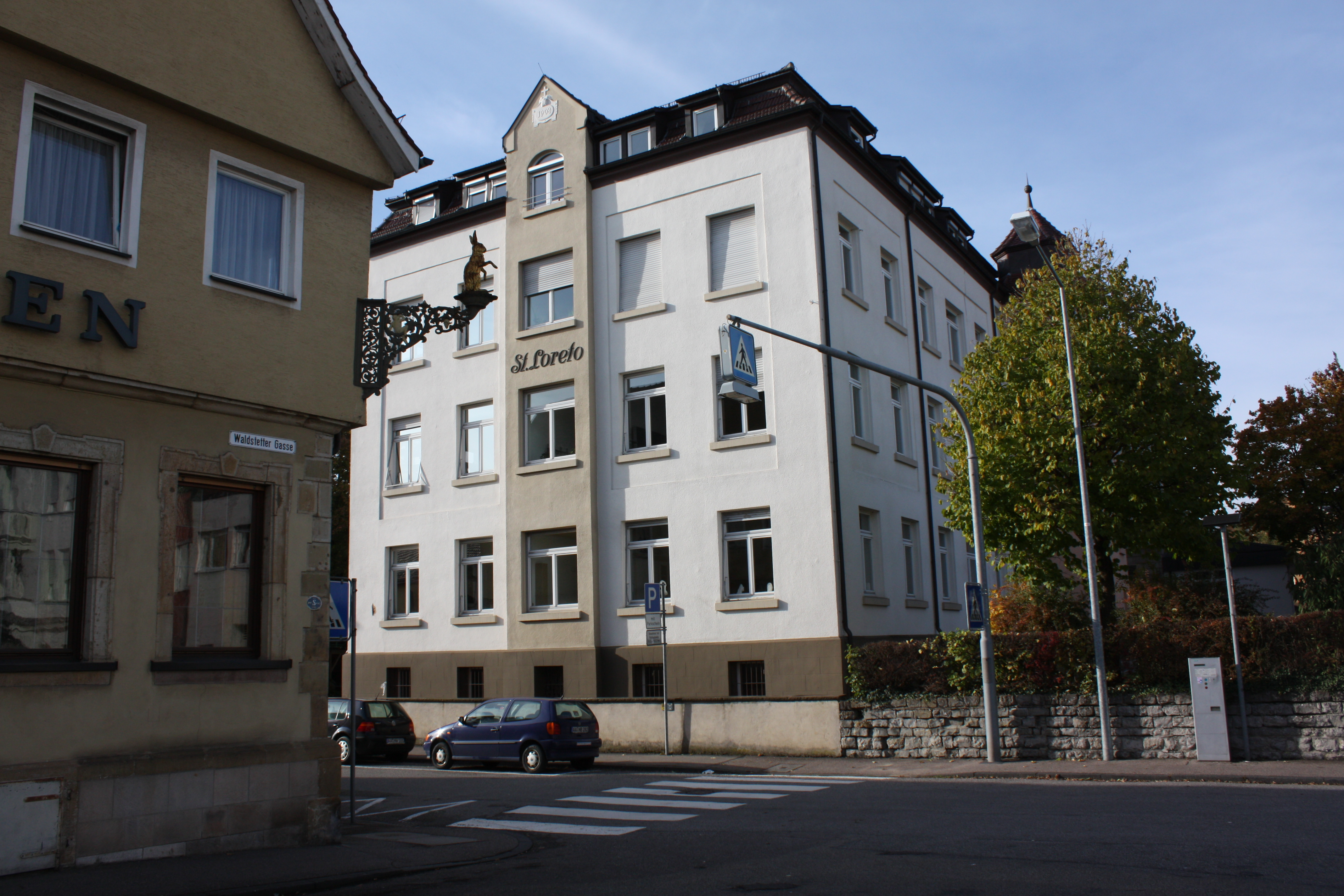
St. Loreto, Südfassade

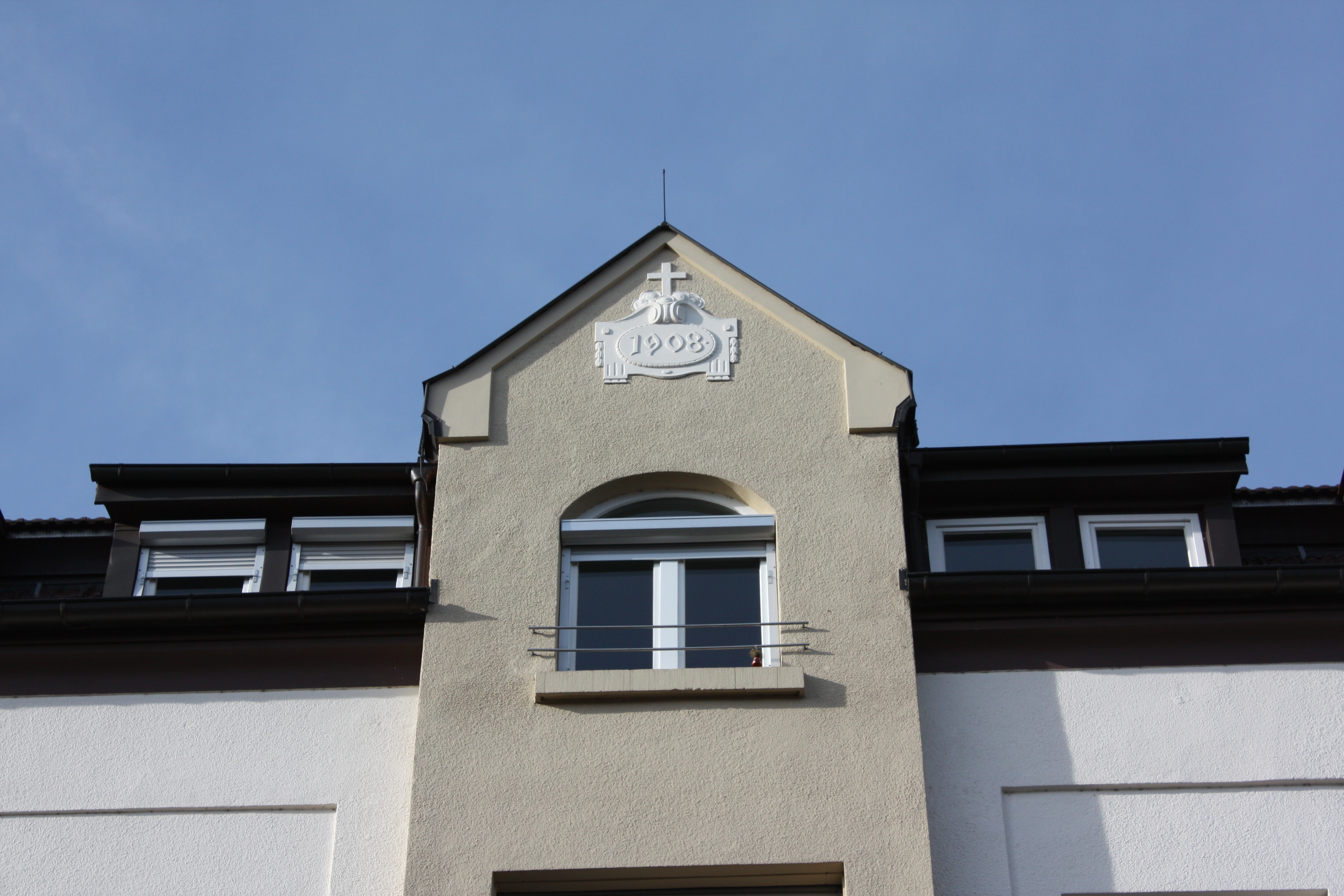
Detail des Mansarddachs

Kaplan Sebastian Zeiler kaufte das Grundstück für 8.000 Gulden, damit die aus Straßburg kommenden Barmherzigen Schwestern dort ihr Mutterhaus errichten konnten. Nachdem aber das Mutterhaus im Haus Bocksgasse 20 eingerichtet worden war, entstand hier die Heil- oder Irrenanstalt St. Vinzenz. Die katholische Privatirrenanstalt, die auch Aufgaben einer Bezirksirrenanstalt wahrnahm, wurde am 1. Februar 1864 eröffnet. Das Gebäude entwarf Oberbaurat Georg von Morlok in Stuttgart, ausgeführt wurde der Bau durch Bauinspektor Neker aus Aalen.
1898 wurde die Anstalt nach Rottweil-Rottenmünster verlegt (heute Vinzenz-von-Paul-Hospital). 94 Kranke fuhren im Sonderzug nach Rottweil. Nunmehr kam die von den Barmherzigen Schwestern getragene Haushaltungsschule von der Bocksgasse hierher. Nach dem Kultbild der Maria vom Haus Loreto erhielt sie den Namen St. Loreto. Um 1900 bestand in St. Loreto auch ein Marienheim für Mädchen arbeitender Stände, bevor 1902 ein eigenes Haus in der Paradiesstraße 20 bezogen werden konnte. Ab 1918 wurden auch Kindergärtnerinnen hier ausgebildet; 1902 war im Loretogarten der bis heute bestehende Kindergarten St. Paul eröffnet worden. (In der Trägerschaft der Barmherzigen Schwestern befindet sich auch die ebenfalls dort befindliche Kindertagesstätte Rupert Mayer.)
1926 beschrieb Georg Stütz die Nutzung so: Töchterpensionat der Barmherzigen Schwestern, Privatlehrerinnenseminar, Kindergärtnerinnenseminar, Nähschule, Kindergarten St. Paulus. Im Weltkrieg war ein großer Teil des Gebäudes zu einem Reservelazarett eingerichtet. In der Zeit des Zweiten Weltkriegs diente das Gebäude von Kriegsbeginn bis 1. November 1940 und ab 1. September 1941 erneut als Lazarett, mit 350 Betten das größte Gmünder Lazarett. Am 20. April 1945 wurden die Gebäude von den US-Truppen beschlagnahmt, bevor sie am 30. April 1946 an die Ordensschwestern zurückgegeben wurden. 1969 wurde die Haushaltungsschule aufgegeben, an der mehr als 5.000 junge Menschen ausgebildet worden waren.

## Nutzung in der Gegenwart

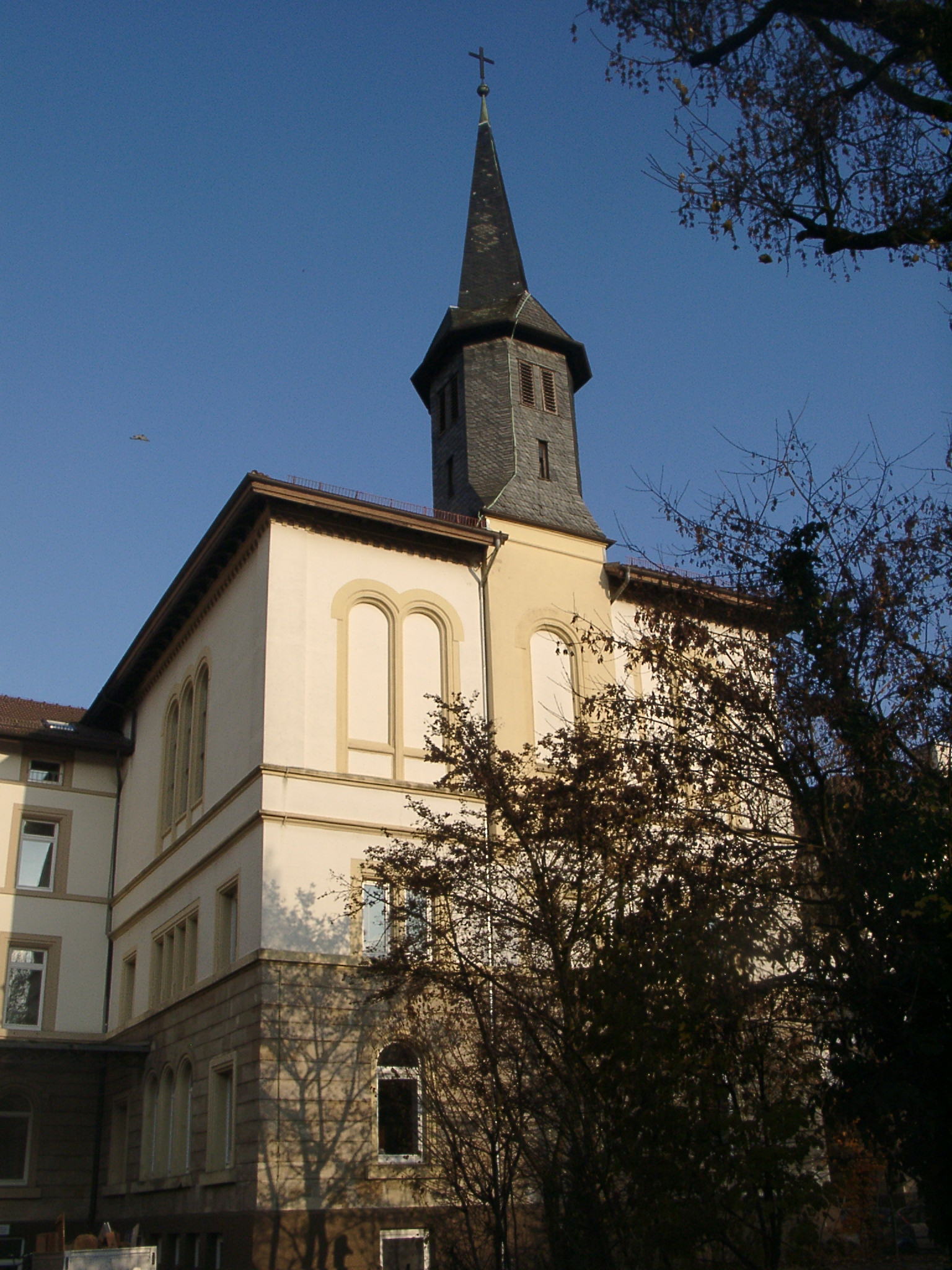
Kapellentrakt

Heute umfasst die St. Loreto gGmbH, wie das vormalige „Institut für sozialpädagogische Berufe“ seit 7. März 2011 heißt, in katholischer Trägerschaft mit weiterem Standort in Ellwangen mehrere Fachschulen und die Bildungsakademie St. Loreto gGmbH Fort- und Weiterbildungen für soziale und pflegerische Berufe.
Neue sozialpädagogische Schulen wurden gegründet in Aalen (2012) und Ludwigsburg (2013).
Gesellschafter des Instituts sind:
- Barmherzige Schwestern vom hl. Vinzenz von Paul in Untermarchtal
- Franz von Assisi Gesellschaft (Holding, in der die Gmünder Franziskanerinnen der ewigen Anbetung mit 33 Prozent größter Anteilseigner sind[7])
- Marienpflege Ellwangen[8]
- Stiftung Haus Lindenhof
- Katholische Kirchengemeinde Ludwigsburg

„Am 18. Oktober 1973 versammelten sich die künftigen Gesellschafter im Notariat Lorch und vollzogen die Umwandlung des bisherigen ‚Töchterinstituts St. Loreto‘ in das ‚Institut für sozialpädagogische Berufe, gem.GmbH‘. Die Gesellschafter waren zunächst der Caritasverband der Diözese Rottenburg-Stuttgart, die Genossenschaft der Barmherzigen Schwestern von Untermarchtal, die Genossenschaft der Franziskanerinnen vom Canisiushaus Schwäbisch Gmünd sowie das Kinder- und Jugenddorf Marienpflege in Ellwangen. Im Oktober 1985 trat die Stiftung Haus Lindenhof als weiterer Gesellschafter hinzu. Der Zweck der Gesellschaft ist laut § 2 des Gesellschaftervertrages ‚die Errichtung und Unterhaltung eines Institutes zur Ausbildung und Fortbildung sozialer Berufe. Dabei richtet sie sich nach dem Auftrag und den Grundsätzen der katholischen Kirche‘. Zu Beginn des Jahres 1974 bestand nur die Fachschule für Sozialpädagogik mit der Ausbildung von Erzieherinnen. Die früheren Bildungsmaßnahmen Kinderpflegerin, Haushaltsschule und Handelsschule waren aufgegeben worden. In den nachfolgenden Jahren wurden dann zusätzliche Ausbildungsgänge eingerichtet: 1975 die Ausbildung zum/zur Jugend- und Heimerzieher/in (staatlich anerkannt); 1976 die Ausbildung zum/zur Heilerziehungspfleger/in (staatlich anerkannt) in Teilzeitform, ab Sommer 1982 auch in Vollzeitform; 1990 die Ausbildung zum/zur Altenpfleger/in (staatlich anerkannt). Die Kath. Fachschule für Sozialpädagogik in Ellwangen nahm 1973/74 die Ausbildung von Erzieherinnen auf. Im Jahr 1998 schließlich wurde der Name geändert in ‚Institut für Soziale Berufe Schwäbisch Gmünd/Ellwangen gem.GmbH‘. Mit dieser Namensänderung sollte der Ausweitung des beruflichen Spektrums auch über sozialpädagogische Berufe hinaus Rechnung getragen werden.“

Am 7. März 2011 wurde der Name in „St. Loreto gGmbH, Institut für Soziale Berufe Schwäbisch Gmünd und Ellwangen“ geändert, um der Tradition auch im offiziellen Namen wieder Ausdruck zu verleihen. Durch die Aufnahme der katholischen Kirchengemeinde Ludwigsburg als Gesellschafter wurde der Name – ohne Ortsbezeichnung – geändert in: St. Loreto, Institut für soziale Berufe (Eintragung 17. Januar 2017).

## Nachweise
1. ↑  Michael Grimm 1867 Datei:De Reichsstadt Gmünd Grimm 174.jpg; Joseph Eisenbarth 1883, Datei:De Das Mutterhaus Gmünd 010.jpg; Bernhard Kaißer 1888 Datei:De Gmünd und Umgebung (Kaißer) 054.jpg
2. ↑  http://www.vvph.de/uploads/media/2008-02-14_02.pdf@1@2Vorlage:Toter+Link/www.vvph.de+(Seite+nicht+mehr+abrufbar,+festgestellt+im+Mai+2019.+Suche+in+Webarchiven) Datei:Pictogram+voting+info.svg Info:+Der+Link+wurde+automatisch+als+defekt+markiert.+Bitte+prüfe+den+Link+gemäß+Anleitung+und+entferne+dann+diesen+Hinweis.
3. ↑  Johanna Regina Heinzelmann: Siebzig Jahre Marienheim in Chronik-Berichten. In: einhorn 18 (1971), H. 104, S. 77–80, hier S. 77
4. ↑  http://www.mykindi.de/kiga/chronik.html
5. ↑  Georg Stütz: Heimatbuch für Gmünd und weitere Umgebung, 2. Aufl., Bd. 1, Schwäbisch Gmünd 1926, S. 173.
6. ↑  Albert Deibele: Krieg und Kriegsende in Schwäbisch Gmünd. Gmünder Hefte 4. Schwäbisch Gmünd 1954, S. 84f. und 114f.
7. ↑  Archivierte Kopie (Memento des Originals vom 6. April 2008 im Internet Archive)  Info: Der Archivlink wurde automatisch eingesetzt und noch nicht geprüft. Bitte prüfe Original- und Archivlink gemäß Anleitung und entferne dann diesen Hinweis.
8. ↑  http://www.marienpflege.de/
9. ↑  Archivierte Kopie (Memento des Originals vom 11. März 2009 im Internet Archive)  Info: Der Archivlink wurde automatisch eingesetzt und noch nicht geprüft. Bitte prüfe Original- und Archivlink gemäß Anleitung und entferne dann diesen Hinweis.
10. ↑  Internetauftritt der St. Loreto gGmbH (Memento des Originals vom 14. August 2011 im Internet Archive)  Info: Der Archivlink wurde automatisch eingesetzt und noch nicht geprüft. Bitte prüfe Original- und Archivlink gemäß Anleitung und entferne dann diesen Hinweis., abgerufen am 6. Mai 2011
11. ↑  Wieder St. Loreto. Gesellschafter nehmen ehrwürdigen Namen wieder auf. In: Gmünder Tagespost vom 6. Mai 2011

Koordinaten: 48° 47′ 49,5″ N, 9° 47′ 49″ O